# Йордан Тодоров
Йордан Валков Тодоров (болг. Йордан Вълков Тодоров; нар. 27 липня 1981, Пловдив, Болгарія) — болгарський футболіст німецького клубу «ЕСВ Регенсбург». Виступає на позиції правого півзахисника та правого захисника.

## Клубна кар'єра

### Ранні роки
Вихованець молодіжної академії «Мариці» (Пловдив). Виступав у стуктурі клубу протягом 7 років, допоки в 2000 році не залишив «Марицю».

### «Чорноморець» (Бургас)
У період з 2000 по 2003 рік виступав за «Черноморець» (Бургас). Зіграв 56 матчів, в яких відзначився 8-ма голами.

### ЦСКА (Софія)
Завдяки вдалій грі потрапив на очі скаутів ЦСКА і на початку 2003 року перейшов до «червоних» за плату в розмірі 150 000 євро. Разом з ЦСКА Тодоров став чемпіоном країни 2003, 2005 та 2008 роках, а також володарем національного кубку 2004 року. Йордан також вигравав болгарський Суперкубок у 2006 та 2008 роках. У липні 2008 року в ЗМІ з'явилася інформація про те, що Йорданом цікавиться німецький клуб «Гоффенгайм 1899» та чемпіон Ізраїлю «Бейтар» (Єрусалим), але переходи зірвалися в останню мить. Після низки конфліктів з тренерами залишив ЦСКА в 2010 році.

### «Локомотив» (Пловдив)
На початку 2010 року Тодоров підписав контракт з «Локомотивом» (Пловдив). Відновив свою кар’єру, відзначився 5 голами та 3-ма результативними передачами у 13 матчах до завершення сезону 2009/10 років.

### «Стяуа» (Бухарест)
10 червня 2010 року підписав контракт зі «Стяуа» (Бухарест).
29 серпня 2010 року дебютує за другу команду «Стяуа» у Лізі II проти «Отопені».
30 серпня 2010 року, лише через 2 місяці та 20 днів перебування в «Стяуа,» румунська команда оголосила про звільнення Тодорова, оскільки тренер Віктор Піцурке, який проводив його до «Стяуа», подав у відставку після 3 раунду нового сезону, а новий тренер більше не потребував його послуг.

## Стиль гри
Тодоров грає на позиції правого вінгера або правого захисника. Тодоров успішно включався в атаку на фланзі. Швидкий і креативний гравець з хорошими лідерськими навичками.

## Кар'єра в збірній
У футболці національної збірної Болгарії відзначився 2-ма голами в 9-ти матчах.

## Досягнення
ЦСКА (Софія)
- Перша професіональна футбольна ліга
  -  Чемпіон (3): 2003, 2005, 2008

- Суперкубок Болгарії
  -  Володар (2): 2006, 2008

- Кубок Болгарії
  -  Володар (1): 2006